# Надеждин, Фёдор Михайлович
Фёдор Миха́йлович Наде́ждин (13 апреля 1813, Санино, Владимирская губерния — 14 декабря 1876, Владимир) — русский писатель и протоиерей первой половины XIX века.

## Биография
Фёдор Михайлович Надеждин родился 13 апреля 1813 года в селе Санино (ныне — в Суздальском районе Владимирской области) в семье священника Михаила Ивановича Санинского, в 1814 году переведённого в село Сельцо .
Окончил Суздальское духовное училище, Владимирскую семинарию и Санкт-Петербургскую духовную академию в 1837 году магистром. В семинарии по традиции присвоена новая фамилия Надеждин (очевидно, подавал большие надежды академическими успехами) вместо Санинский, присвоенной отцу по названию прихода деревни Санино. С 18 сентября 1837 года преподаватель философских наук Владимирской духовной семинарии, в 1839 году «исправляющий должность» (исполняющий обязанности) профессора (древне)еврейского языка, с 1 мая по 15 сентября 1842 года исправляющий должность профессора логики, психологии, «чтения святых отец», (древне)греческого и латинского языков Владимирской духовной семинарии.
С 22 апреля 1842 года ректор Владимирских духовных училищ.
С 1842 года священник Николо-Златовратской церкви, с 24 августа 1847 года протоиерей, с 15 декабря 1852 года служащий протоиерей Владимирского кафедрального собора.
С 1 февраля 1847 года член консистории.
Скончался 14 декабря 1876 года во Владимире. Похоронен в ограде Владимирского кафедрального собора.

## Потомки
Надеждин, Борис, Борисович — российский политический деятель, кандидат в президенты Российской Федерации (2024), преподаватель, кандидат физико-математических наук (1989).

## Публикации
- проповеди, публиковавшиеся во «Владимирских епархиальных ведомостях»;
- «Очерк истории философии по Рейнгольду». — СПб., 1837;
- «Опыт науки по философии». — СПб., 1845 (под влиянием книги «Введение в науку философии» Фёдора Сидонского).